# Saison 2 de Broadchurch
Chronologie
Saison 1 Saison 3
Cet article présente les épisodes de la deuxième saison de la série télévisée britannique Broadchurch.

## Synopsis
La saison 2 reprend la suite logique de la saison 1, avec le procès de Joe Miller. En parallèle, l'affaire Sandbrook dont le capitaine Alec Hardy avait la charge refait surface.

## Distribution
- David Tennant (VF : Stéphane Ronchewski) : le capitaine Alec Hardy
- Olivia Colman (VF : Anne O'Dolan) : le lieutenant Ellie Miller
- Jodie Whittaker (VF : Julie Turin) : Beth Latimer
- Andrew Buchan (VF : Jérémy Prévost) : Mark Latimer
- Adam Wilson : Tom Miller
- Charlotte Beaumont (VF : Margaux Laplace) : Chloe Latimer
- Jonathan Bailey (VF : Alexis Tomassian) : Oliver « Olly » Stevens
- Arthur Darvill (VF : Mathias Casartelli) : le révérend Paul Coates
- Matthew Gravelle (VF : Jérémy Bardeau) : Joe Miller
- Carolyn Pickles (VF : Sylvie Genty) : Maggie Radcliffe
- Pauline Quirke (VF : Annie Le Youdec) : Susan Wright
- Joe Sims (en) (VF : Emmanuel Garijo) : Nigel Carter
- Will Mellor (en) (VF : Thierry Kazazian) : Steve Connoly
- Charlotte Rampling (VF : elle-même) : Jocelyn Knight
- Marianne Jean-Baptiste : Sharon Bishop
- Eve Myles (VF : Jessie Lambotte) : Claire Ripley
- James D'Arcy : Lee Ashworth
- Shaun Dooley : Ricky Gillespie
- Meera Syal : Sonia Sharma
- Phoebe Waller-Bridge : Abby Thompson

## Liste des épisodes

### Épisode 1:Épisode 2.1
- Royaume-Uni : 5 janvier 2015
- Suisse 3 avril 2015 sur RTS Un[1]
- France : 6 avril 2015
- Québec : 12 septembre 2015 à la Télévision de Radio-Canada[2]

- Royaume-Uni : 7,6 millions de téléspectateurs[3] (première diffusion)
- France : 5,653 millions de téléspectateurs (20,5 %)[4] (première diffusion)

Plusieurs mois ont passé depuis l'arrestation de Joe Miller pour le meurtre de Danny Latimer et la ville de Broadchurch n'aspire qu'à tourner la page. Pourtant, lors de l'audience préliminaire, Joe surprend tout le monde en plaidant non coupable, espérant ainsi être libéré au procès. Le couple Latimer se tourne alors vers l'ancienne conseillère de la Reine Jocelyn Knight, qui refuse jusqu'à ce qu'elle apprenne que l'avocate défendant Joe Miller sera la barrister Sharon Bishop, une ancienne protégée aux méthodes radicales. En effet, elle décide d'exploiter la moindre faille dans le dossier et demande donc l'exhumation de Danny, qu'elle obtient.

### Épisode 2:Épisode 2.2
- Royaume-Uni : 12 janvier 2015
- France : 6 avril 2015

- France : 5,246 millions de téléspectateurs (19,8 %)[4] (première diffusion)

Lee Ashworth recherche Claire, parvenant à trouver son numéro de téléphone. Hardy est inquiet mais n'a pas le temps de s'en inquiéter car le procès de Joe Miller est imminent. Tous les amis des Latimer cherchent du soutien auprès de Jocelyn, qui fait comme elle peut bien qu'elle sache que la défense a une chance de faire exclure les aveux de Joe à cause des blessures causées par Ellie. Alec tente d'organiser une rencontre entre Lee et Claire, et Ellie parvient à obtenir l'accord de Claire.

### Épisode 3:Épisode 2.3
- Royaume-Uni : 19 janvier 2015
- France : 6 avril 2015

- France : 4,562 millions de téléspectateurs (22,4 %)[4] (première diffusion)

Alec part à la poursuite de Lee et Claire, qu'il retrouve dans la maison de Claire, alors qu'Ellie essaye d'apporter son aide à Beth qui refuse alors qu'elle est en plein travail. Finalement, elle donne naissance à Elizabeth. Le lendemain, le procès continue et l'avocat Bishop tente de faire en sorte que le jury pense que Danny Latimer communiquait avec quelqu'un d'autre chez les Latimer. Plus tard, Alec apprend que Lee a déposé une main courante pour harcèlement. Ils se revoient dans la soirée où Lee lui indique d'autres suspects à Sandbrook et où il nie avoir contacté Claire pendant qu'il avait quitté le pays.

### Épisode 4:Épisode 2.4
- Royaume-Uni : 26 janvier 2015
- France : 13 avril 2015

- France : 4,816 millions de téléspectateurs (18,5 %)[5] (première diffusion)

Mark décide de prendre des congés pour profiter de sa fille, chose qu'il n'avait pas faite pour ses deux autres enfants ; il décide également de cesser ses rendez-vous avec Tom. Lee tente de menacer Ellie, mais elle résiste. Le procès continue, Lucy affirme à la barre qu'elle a vu Joe alors que sa déposition dit le contraire, puis une ancienne collègue infirmière témoigne du passé violent de Joe. Après l'audience, alors que Ellie et Alec partent pour Sandbrook, Bishop et Thompson discutent de leur stratégie et après interrogatoire, décident de ne pas faire venir Joe à la barre. Alec absent, Claire succombe et ouvre sa porte à Lee.

À Sandbrook, Hardy retrouve Cate Gillespie, la mère d'une des victimes, qui lui avoue que Ricky, son mari, était un coureur et qu'il a eu une liaison avec Claire et qu'elle ignore où il était le soir de l'enlèvement. Hardy et Ellie tentent alors de rouvrir le dossier grâce à Tess Henchard, l'ex-femme de Hardy, mais elle refuse.

### Épisode 5:Épisode 2.5
- Royaume-Uni : 2 février 2015
- France : 13 avril 2015

- France : 4,565 millions de téléspectateurs (17,9 %)[5] (première diffusion)

Le témoignage de Susan Wright est vite mis à mal par l'accusation, et la stratégie de la défense en pâtit lourdement. Le couple Latimer se met à espérer pouvoir tourner la page, Mark semble y parvenir plus facilement que Beth. Avec les déclarations contradictoires de Claire et le comportement suspect de Ricky Gillespie, Ellie se décide à reprendre seule le dossier de Sandbrook ; Alec tente de la dissuader de trop s'impliquer. Elle va pourtant trouver une piste intéressante : une entreprise agricole pour laquelle Lee Ashworth aurait travaillé et où le téléphone de Lisa aurait été localisé, amenant ainsi à penser que Lisa ne serait pas morte et aurait fui en France avec Lee.

### Épisode 6:Épisode 2.6
- Royaume-Uni : 9 février 2015
- France : 13 avril 2015

- France : 4,041 millions de téléspectateurs (20,5 %)[5] (première diffusion)

Alec et Ellie décident de faire pression sur Claire en la menaçant d'expulsion pour leur avoir menti et les avoir trahis en renouant avec Lee. Ils restent à Sandbrook pour revenir sur les lieux du crime, alors qu'Ellie sait que son fils va témoigner au procès de Joe. Tom avoue alors ses rencontres secrètes avec Mark Latimer et déclare qu'il aurait avoué « être coupable », mais il est vite contredit ; quand elle revient, Ellie le réprimande et lui annonce qu'il ré-emménage avec elle dans leur ancienne maison. Jocelyn Knight n'a plus d'autre choix que d'amener Mark Latimer à la barre et de lui faire avouer son aventure extra-conjugale et son désir de quitter sa famille avant la mort de Danny, laissant Beth dévastée.

Le lendemain, Alec s'éclipse du procès pour rejoindre l'hôpital où il va se faire poser un pacemaker. C'est pourtant là que Sharon Bishop demande l'annulation du procès à la suite de tous les vices de procédure ; le procès est donc ajourné le temps que tous les éléments soient vérifiés. Pendant ce temps, Ellie essaie de renouer avec Claire pour obtenir des informations : elle trouve ainsi une photo de Claire avec le pendentif de Pippa, l'adolescente disparue de Sandbrook. On découvre que ce pendentif a disparu de la voiture de la femme d'Alec parce que Claire l'a récupéré.

### Épisode 7:Épisode 2.7
- Royaume-Uni : 16 février 2015
- France : 20 avril 2015

- France : 5,031 millions de téléspectateurs (19,1 %) [6](première diffusion)

Alors que le procès touche à sa fin, Ellie est rappelée à la barre pour s'expliquer sur le prêt d'argent qu'elle a fait à sa sœur, qui avait menti à la barre, ce qui permet à la défense de semer encore plus le doute sur la théorie de l'accusation. Pendant ce temps, Alec fait voler en éclats le couple Claire et Lee en lui révélant que pendant sa détention provisoire, Claire a avorté. Lee est furieux et devient violent envers Claire.

### Épisode 8:Épisode 2.8
- Royaume-Uni : 23 février 2015
- France : 20 avril 2015

- Royaume-Uni : 7,85 millions de téléspectateurs[7] (première diffusion)
- France : 5,031 millions de téléspectateurs (19,1 %)[6] (première diffusion)

À la surprise de tout Broadchurch, Joe Miller a été acquitté par le jury qui l'a déclaré non coupable. Se sachant attendu à la sortie, Joe se réfugie dans l'église du révérend et demande de l'aide à Paul. Mais il refuse et appelle en secret Mark et Nigel.

Aussitôt le procès fini, Alec compte mettre un terme à l'affaire Sandbrook : il arrête Claire et la contraint aux aveux, mais elle essaie encore de gagner du temps. Alec demande donc à Ellie de l'aider, et d'utiliser la rage accumulée lors du verdict du procès dans la résolution de l'affaire. C'est ainsi qu'elle découvre la preuve que Lee a refait le parquet d'une des chambres de leur maison le lendemain de la disparition. Avec Claire qui a donné le pendentif à Alec, il cède et raconte toute l'histoire. Cette nuit-là, l'ex-petit ami de Liza était venu l'espionner et Lee l'a fait fuir en le frappant. Liza l'a alors séduit et ils ont couché ensemble dans la chambre en travaux, où ils ont été surpris par Ricky Gillespie, ivre et jaloux, qui s'est emporté et a tué accidentellement Liza. Claire est revenue à ce moment, venant d'apprendre sa grossesse, et a découvert Pippa en pleurs, ayant entendu la dispute mais sans voir que c'est Ricky qui a tué Liza. Ricky a pris les choses en main, en forçant Lee à se débarrasser du corps pendant que Claire allait donner de son whisky au rohypnol à Pippa, mais elle forcera également Lee à étouffer la fillette dans son sommeil pour qu'elle ne divulgue rien ; Claire a ainsi par la suite fait croire à Ricky que sa fille était morte dans son sommeil et a gardé la flasque comme preuve. Le fourneau a servi à détruire les lattes de plancher imbibés du sang de Liza. Claire, Lee et Ricky sont arrêtés.